# Zračna luka Tuzla
Zračna luka Tuzla  (IATA:  TZL, ICAO:  LQTZ) civilna je i vojna zračna luka u Gornjim Dubravama pored Tuzle u Bosni i Hercegovini. Bila je najveća zračna luka Jugoslavenskog ratnog zrakoplovstva, a od 1996. glavna zračna luka za snage SFOR-a. Od 1998. je civilna zračna luka. U zimskom periodu, u zračnoj luci se obavlja 14 letova, a u ljetnom periodu 21 redovna operacije. Pored toga, obavi se i znatan broj charter letova. Od juna 2015. godine Zračna luka "Tuzla" postat će baza, najveće niskotroškovne kompanije u srednjoj i istočnoj Europi Wizz Air-a.

## Povijest
Nastao je dogovorom dvadeset općina područja sjeveroistočne Bosne koje gravitiraju bazenu Tuzle. Potpisale su 1979. društveni dogovor za izgradnju civilnog aerodroma kojim su regulirale sudjelovanje u financiranju izgradnje i osposobljavanja zračne luke na području Dubrava Gornjih tzv. Aerodrom Tuzla. Uračunavši važnost za šire zemljopisno područje te program razvitka zračno prometa u ondašnjoj saveznoj državi Jugoslaviji, društvenim dogovorom predloženo je da SR BiH, općina Tuzla i ostale općine ovog područja i uz njih i općina Doboj sufinanciraju gradnju s po trećinom od predračunske vrijednosti. Uključene općine bile su: Tuzla, Banovići, Lukavac, Živinice, Bijeljina, Bratunac, Gračanica, Gradačac, Brčko, Kalesija, Kladanj, Lopare, Orašje, Srebrenica, Srebrenik, Šekovići, Ugljevik, Vlasenica, Zvornik i Doboj.
Radi izgradnje je u nedjelju 18. srpnja 1982. godine pokrenuta Omladinska radna akcija „Aerodrom Tuzla ‘82“. U Dubravama u omladinskom naselju Mladost obilježen je početak radova. Brigadiri i brigadirke bili su iz Zrenjanina, Bijeljine, Zenice, Tuzle i Živinica. Na republičkoj radnoj akciji radilo je preko 230 brigadista. Premda je ponio naziv Tuzle, prostire se u općinama Živinicama i Kalesiji.
Međutim, zračna luka je postala vojnom zračnom lukom. Do velikosrpske agresije na Bosnu i Hercegovinu bila je najveća vojna zračna luka Ratnog zrakoplovstva i protuzračne obrane SFRJ. S nje su polijetali zrakoplovi odakle je JNA iz srbizirane krnje Jugoslavije vršila agresiju na Hrvatsku, pa su bombardirani hrvatski gradovi Vukovar, Osijek, Vinkovci, Slavonski Brod, Đakovo, Našice, Županja i dr. gradovi i sela. Na pritisak međunarodne zajednice stavljen je pod nadzor snaga Ujedinjenih naroda 1992. godine i tako je bilo tijekom rata, poslije Daytonskog sporazuma, sve do značajne demobilizacije svih zaraćenih strana. Od 1996. godine bio je glavnim čvorištem Snaga stabilnosti. Od 1998. godine, odlukom Tuzlanske županija zračna luka prenamijenjena je iz ratne u mješovitu civilnu i vojnu. Javno poduzeće Međunarodni aerodrom Tuzla osnovala je skupština Tuzlansko-podrinske županije Zakonom o osnivanju JP Međunarodni aerodrom Tuzla – Zračna Luka Dubrave 1998. godine. Temeljem Daytonskog mirovnog sporazuma i Memoranduma o razumijevanju potpisanog između Vijeća Ministara BiH i mirovnih snaga IFOR – a, iste godine je godine otvorena za civilni zračni promet ali je ostala i vojna namjena. Službeno je otvoren za civilni promet 10. listopada 1998. godine. Od tog nadnevka do 1. prosinca 2006., međunarodne vojne mirovne snage triput su zatvorile zračnu luku za civilni zračni promet, je su zračnu bazu Dubrave prioritetno rabile za vlastite zračne operacije. Nakon 1. prosinca 2006. godine međunarodne mirovne vojne postrojbe sasvim su otišle iz zračne baze Dubrava. Odlaskom tih snaga ova je zračna luka stekla tehničke uvjete kojima ispunjava standard ICAO (Međunarodne organizacija za civilnog zrakoplovstvo) t je 5. lipnja 2008. godine stekla privremeni Certifikat za javnu uporabu zračne luke u međunarodnom zračnom prometu koji je važio jednu godinu. Stjecanjem tog certifikata zračna je luka otvoren civilnome zračnom prometu. Nakon točno godine dana ovlaštene ustanove za civilno zrakoplovstvo BiH sprovele su inspekciju i zračna luka je stekla certifikat za javnu uporabu u međunarodnom zračnom prometu, ovog puta na neograničeno razdoblje. Mađarska niskotroškovna zrakoplovna kompanija Wizz Air spušta svoje zrakoplove na ovu zračnu luku od 2011. godine, a od lipnja 2015. ovdje ima svoju bazu.

## Statistika prometa[3]
| Godina | Putnika | Tereta (t) |
| ------ | ------- | ---------- |
| 2011.  | 4.529   | 275,61     |
| 2012.  | 4.191   | 68,90      |
| 2013.  | 61.564  | 60,20      |
| 2014.  | 151.353 | 109,30     |

## Vanjske poveznice
- Službena stranica (boš.)(engl.)